# Кохьюна
Кохьюна (англ. Cohuna) — город в австралийском штате Виктория, расположенный в 274 км к северу от города Мельбурн. Согласно переписи 2006 года, численность населения города составляла 2853 человека.

## География
Город Кохьюна расположен на территории графства Ганнаварра. В непосредственной близости находятся такие региональные центры, как города Керанг, Бендиго, Суон-Хилл. Город непосредственно расположился на небольшой реке Ганбауэр-Крик.
Климат в городе средиземноморский. Среднегодовое количество осадков варьируется от 350 до 400 мм. Таким образом, климат идеально подходит для сельского хозяйства с использованием ирригационной системы.

## Население
По данным переписи населения 2006 года, в городе проживало 2853 человека. Показатели по половым категориям в городе были следующие: 1389 мужчин и 1464 женщины. Показатели по возрастным категориям: 5,1 % жителей до 4 лет, 13 % жителей от 5 до 14 лет, 9 % жителей от 15 до 24 лет, 34,7 % жителей от 25 до 54 лет, 38,2 % жителей старше 55 лет. Средний возраст составлял 46 лет.
Национальный состав населения был 89,6 % австралийцев, 1,6 % англичан, 0,5 % новозеландцев и по 0,4 % — итальянцев, голландцев, немцев. Доля жителей, родившихся за рубежом, составляла 4,7 %. Основным языком общения в городе (94,5 %) был английский язык. По религиозному составу: доля англиканцев составляла 20,5 %, атеистов — 20,2 %, католиков — 19,7 %, членов Объединённой церкви — 19 %.
Доля семей, в которых были дети, составляли 36,8 % жителей; доля бездетных семей — 50,8 %; доля неполных семей с хотя бы одним родителем — 9,6 %. Домашние хозяйства из одной семьи составляли 69,1 % всех домашних хозяйств Кохьюны.
Средний еженедельный доход на человека старше 15 лет — AUD$ 387. Уровень безработицы в Кохьюна в 2006 году составлял 3,1 %.

## История
Первым европейским исследователем местности, в которой впоследствии появился город Кохьюна, стал шотландский путешественник Томас Митчелл, который побывал в этом районе в 1836 году. Впоследствии здесь побывало большое количество перегонщиков скота, которые перегоняли животных из Сиднея в Южную Австралию. К началу 1840-х годов в этой местности обосновались первые скваттеры. Тогда же появились первые станции округа Кохьюна: Ганнаварра и Ганбауэр. В 1875 году поселение Кохьюна (в переводе с одного из австралийских языков — «коренной компаньон») было внесено в список правительственного бюллетеня.
С появлением в 1900-х годах ирригационных систем был дан мощный толчок развитию сельского хозяйства в регионе (прежде всего, животноводства). В 1915 году в городе появилось железнодорожное сообщение, а в 1922 году округ Кохьюна стал самостоятельным графством.
В 1925 году в окрестностях города Кохьюна был найден череп древнего человека, который рассматривается многими исследователями как представитель протоавстралийской расы — предка современных австралийских аборигенов.

## Галерея
- Отделение банка ANZ Bank в городе.
- Англиканская церковь в Кохьюне.
- Башенные часы при въезде в город.
- Музей Кохьюны.
- Почтовое отделение города.
- Зал памяти в городе.
- Памятник жертвам Второй мировой войны в Кохьюне.
- Водонапорная башня города.